# Вайдал, Уолпол
Ро́берт Уо́лпол Си́ли Ва́йдал (англ. Robert Walpole Sealy Vidal; 3 сентября 1853 — 5 ноября 1914) — английский футболист, хавбек. Выступал за футбольные клубы «Уондерерс», «Олд Уэстминстерс» и «Оксфорд Юниверсити», а также за футбольную сборную Англии. Сыграл в трёх первых финалах Кубка Англии (1872, 1873 и 1874), выиграв два из них. Обладал выдающейся техникой работы с мячом и дриблинга, позволявшей ему обыгрывать множество соперников, благодаря чему получил прозвище «Король дриблёров».

## Ранние годы и образование
Родился в Абботшеме (графство Девон). Поступил в Вестминстерскую школу, где к 1872 году был капитаном школьных команда по футболу и крикету. Затем обучался в Крайст-черч, получив степень магистра искусств.

## Клубная карьера
Вайдал был широко известен как «Король дриблёров» (англ. King of Dribblers) или «Принц дриблёров» (англ. Prince of Dribblers) благодаря своей технике дриблинга. Считается единственным футболистом, сделавшим хет-трик без касания мяча другими игроками. По существовавшим тогда правилам команда, забившая гол, получала мяч в центре поля. Вайдал забил первый гол, вынул мяч из сетки ворот, отнёс к центру поля, пробежал половину поля соперника и забил второй гол. После этого он повторил вышеописанные действия и забил третий гол. В 1877 году правила изменили, с тех пор после забитого гола мяч в центре поля получала команда, пропустившая гол, и подобная ситуация не могла повториться.
В составе клуба «Уондерерс» принял участие в первом в истории розыгрыше Кубке Англии и помог команде выйти в финал, где его команда обыграла «Ройал Энджинирс» со счётом 1:0. Вайдал отдал голевую передачу на Мортона Беттса, который забил первый гол в истории финалов Кубка Англии. В возрасте 18 лет и 195 дней Вайдал стал самым молодым игроком финала Кубка Англии (в 1879 году этот рекорд был побит 17-летним Джеймсом Принсепом), и единственным участником финала, который на его момент ещё был школьником.
В следующем сезоне Вайдал начал выступать за «Оксфорд Юниверсити». Его команда вышла в финал, где встретилась с предыдущим клубом Вайдала «Уондерерс». В этом противостоянии «Уондерерс» вновь одержал победу со счётом 2:0.
В сезоне 1873/74 «Оксфорд Юниверсити» вновь вышел в финал Кубка Англии, где встретился с «Ройал Энджинирс». На этот раз команда из Оксфорда одержала победу со счётом 2:0, а Вайдал отдал голевую передачу на Чарльза Макарнесса. Вайдал является единственным футболистом, сыгравшим в трёх первых финалах Кубка Англии.
В сезоне 1874/75 «Оксфорд Юниверсити» дошёл до полуфинала Кубка Англии, где уступил «Ройал Энджинирс».
Также выступал за клубы «Олд Уэстминстерс» (команду выпускников Вестминстерской школы) и «Ремнантс», а также за «представительские» сборные Лондона в футбольных матчах между «Югом» и «Севером» Англии. В 1872 и 1874 году был членом комитета Футбольной ассоциации.

## Карьера в сборной
5 марта 1870 года 16-летний Вайдал сыграл в первом «представительском» матче между сборными Англии и Шотландии, который завершился вничью со счётом 1:1 и не признаётся официальным. Затем он сыграл в четырёх других неофициальных матчах сборной Англии с 1870 по 1872 год.
8 марта 1873 года провёл свой единственный официальный матч за сборную Англии против сборной Шотландии, в котором англичане победили со счётом 4:2.

## Другие виды спорта
Вайдал выступал за команду Оксфордского университета по регби в 1873 году, а также занимался греблей. Играл в крикет за крикетный клуб графства Девон. Стал президентом-основателем гольф-клуба «Оксфорд Юниверсити», а затем президентом Королевского гольф-клуба Северного Девона (Royal North Devon Golf Club).

## Церковная карьера
Учился в теологическом колледже Церкви Англии «Каддесон» вблизи Оксфорда. Был рукоположен в 1877 году. Был куратом в церкви Сент-Эдмундс в Солсбери (1877—1879), проректором теологического колледжа в Или (1879—1881), куратом церкви святой Троицы в Или (1880—81) и, наконец, викарием Абботшема, своего родного прихода, с 1881 год до самой своей смерти. Также был окружным деканом прихода Хартленда, а незадолго до своей смерти стал пребендарием Эксетерского собора. Был захоронен на церковном кладбище Абботшема.
Также вёл активную общественную деятельность. Был председателем приходского совета Абботшема, членом совета сельского округа Бидефорда, вице-председателем попечительского совета Бидефорда, членом образовательного комитета графства Девон и местным уполномоченным по подоходному налогу.

## Смена фамилии
26 мая 1892 года Вайдал поменял фамилию, «вернувшись» к оригинальной семейной фамилии Сили (Sealy), и отказался от фамилии Вайдал после того, как его отец унаследовал поместье Корнборо.

## Титулы
- 1853—1877: мистер Роберт Уолпол Сили Вайдал
- 1877—1892: Преподобный Роберт Уолпол Сили Вайдал
- 1892—1914: Преподобный Роберт Уолпол Сили
- 1914: Преподобный пребендарий Роберт Уолпол Сили

## Спортивные достижения
«Уондерерс»
- Обладатель Кубка Англии: 1872

«Оксфорд Юниверсити»
- Обладатель Кубка Англии: 1874
- Финалист Кубка Англии: 1873